# Шпелти, Валерия
Вале́рия Шпе́лти (нем. Valeria Spälty; род. 24 июня 1983, Гларус) — швейцарская кёрлингистка, второй в команде Швейцарии на Олимпийских играх 2006 года.
Играла на позиции второго.
На настоящий момент — самая молодая кёрлингистка, получившая медаль зимних Олимпийских игр (в день, когда команда Швейцарии была награждена серебряными медалями Олимпийских игр 2006, Валерии было 22 года и 250 дней от рождения).

## Достижения
- Зимние Олимпийские игры: серебро (2006).
- Чемпионат мира по кёрлингу среди женщин: бронза (2008).
- Чемпионат Европы по кёрлингу: золото (2008), серебро (2004, 2005), бронза (2006).
- Чемпионат Швейцарии по кёрлингу среди женщин: золото (2006, 2008, 2009).
- Континентальный Кубок по кёрлингу (в составе команды «Мир»): золото (2006, 2008).

## Команды
| Сезон   | Четвёртый      | Третий              | Второй         | Первый          | Запасной                                                            | Турниры                                |
| ------- | -------------- | ------------------- | -------------- | --------------- | ------------------------------------------------------------------- | -------------------------------------- |
| 2001—02 | Коринн Буркин  | Stephanie Fonk      | Ирене Шори     | Yvonne Lüthi    | Валерия Шпелти                                                      | ЧМЮ 2002 (5 место)                     |
| 2002—03 | Валерия Шпелти | Jaqueline Greiner   | Petra Feldmann | Ursina Punchera | Stéphanie Jäggi                                                     | ЧМЮ 2003 (6 место)                     |
| 2003—04 | Валерия Шпелти | Jaqueline Greiner   | Petra Feldmann | Ursina Punchera |                                                                     |                                        |
| 2004—05 | Мирьям Отт     | Биния Беели         | Валерия Шпелти | Мишель Кнобель  | Мануэла Корман                                                      | ЧЕ 2004 · ЧМ 2005 (8 место)            |
| 2005—06 | Мирьям Отт     | Биния Беели         | Валерия Шпелти | Мишель Мозер    | Мануэла Корман                                                      | ЧЕ 2005 · ОИ 2006 · ЧШЖ 2006           |
| 2006—07 | Мирьям Отт     | Биния Фельчер-Беели | Валерия Шпелти | Янине Грайнер   | Мануэла Корман                                                      | ЧЕ 2006                                |
| 2007—08 | Мирьям Отт     | Кармен Шефер        | Валерия Шпелти | Янине Грайнер   | Сильвана Тиринцони (ЧЕ), Кармен Кюнг (ЧМ)                           | ЧЕ 2007 (4 место) · ЧМ 2008 · ЧШЖ 2008 |
| 2008—09 | Мирьям Отт     | Кармен Шефер        | Валерия Шпелти | Янине Грайнер   | Кармен Кюнг (ЧЕ, ЧМ) тренеры: Марк Брюггер (ЧЕ), Кен Тралнберг (ЧМ) | ЧЕ 2008 · ЧШЖ 2009 · ЧМ 2009 (5 место) |

(скипы выделены полужирным шрифтом)

## Частная жизнь
Начала заниматься кёрлингом в 1992, в возрасте 9 лет.
Закончила Бернский университет.